# 华麻花头
华麻花头（学名：Serratula chinensis）是菊科麻花头属的植物，为中国的特有植物。分布在中国大陆的湖南、浙江、陕西、河南、江西、安徽、广东等地，生长于海拔1,150米至3,500米的地区，多生长于林缘、山坡草地、灌丛中、林下和丛缘，目前尚未由人工引种栽培。

## 别名
鸭麻菜（广东）、升麻

## 外部連結
- 廣升麻 Guang Sheng Ma（页面存档备份，存于） 中藥標本數據庫 (香港浸會大學中醫藥學院) （繁體中文）（英文）